# 보도 코드

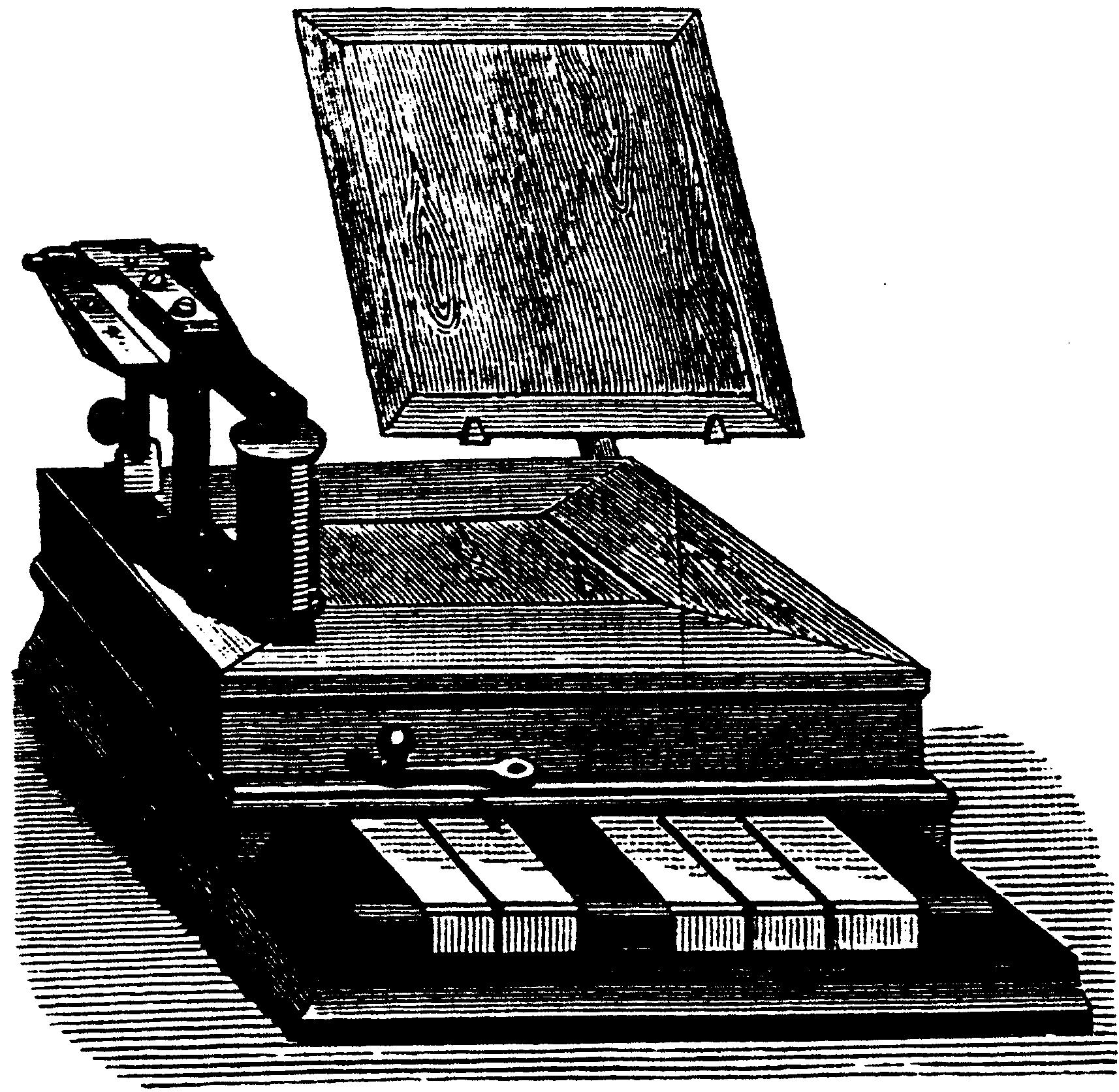
초기 "피아노" 보도 자판

보도 코드(Baudot code)는 에밀 보도가 1870년대에 발명한 전보를 위한 초기의 문자 인코딩이다. ASCII 이전에 가장 흔하게 사용된 전신타자기 코드인 국제 전신 알파벳 2호(ITA2)의 전신이다. 알파벳의 각 문자는 5개의 비트로 표현되며, 전신 철사나 무선 신호와 같은 통신 채널을 통해 비동기 직렬 통신으로 전송된다. 보는 심볼 전송률을 측정하는 단위로, 같은 이름에서 유래되었다.

## 역사

### 보도 코드 (ITA1)
아래 표에서 I, II, III, IV, V 열은 코드를 보여준다. Let. 및 Fig. 열은 대륙 및 영국 버전의 문자와 숫자를 보여준다. 정렬 키는 표를 알파벳 순서, 그레이 코드 순서, 영국 순서로 정렬한다.
| 유럽    | 유럽    | 유럽 | 유럽 | 유럽 | 유럽 | 유럽 | 정렬 키     | 정렬 키 | 영국 | 영국 | 영국 | 영국 | 영국 | 영국 | 영국 | 정렬 키 |
|         |         | I    | II   | III  | IV   | V    | Continental | 그레이  | Let. | Fig. | I    | II   | III  | IV   | V    | UK      |
| ------- | ------- | ---- | ---- | ---- | ---- | ---- | ----------- | ------- | ---- | ---- | ---- | ---- | ---- | ---- | ---- | ------- |
|         |         |      |      |      |      |      | -           | -       |      |      |      |      |      |      |      | -       |
| A       | 1       | ●    |      |      |      |      |             |         | A    | 1    | ●    |      |      |      |      |         |
| É       | &       | ●    | ●    |      |      |      |             |         | /    | 1/   | ●    | ●    |      |      |      |         |
| E       | 2       |      | ●    |      |      |      |             |         | E    | 2    |      | ●    |      |      |      |         |
| I       | o       |      | ●    | ●    |      |      |             |         | I    | 3/   |      | ●    | ●    |      |      |         |
| O       | 5       | ●    | ●    | ●    |      |      |             |         | O    | 5    | ●    | ●    | ●    |      |      |         |
| U       | 4       | ●    |      | ●    |      |      |             |         | U    | 4    | ●    |      | ●    |      |      |         |
| Y       | 3       |      |      | ●    |      |      |             |         | Y    | 3    |      |      | ●    |      |      |         |
| B       | 8       |      |      | ●    | ●    |      |             |         | B    | 8    |      |      | ●    | ●    |      |         |
| C       | 9       | ●    |      | ●    | ●    |      |             |         | C    | 9    | ●    |      | ●    | ●    |      |         |
| D       | 0       | ●    | ●    | ●    | ●    |      |             |         | D    | 0    | ●    | ●    | ●    | ●    |      |         |
| F       | f       |      | ●    | ●    | ●    |      |             |         | F    | 5/   |      | ●    | ●    | ●    |      |         |
| G       | 7       |      | ●    |      | ●    |      |             |         | G    | 7    |      | ●    |      | ●    |      |         |
| H       | h       | ●    | ●    |      | ●    |      |             |         | H    | ¹    | ●    | ●    |      | ●    |      |         |
| J       | 6       | ●    |      |      | ●    |      |             |         | J    | 6    | ●    |      |      | ●    |      |         |
| Figure  | Blank   |      |      |      | ●    |      |             |         | Fig. | Bl.  |      |      |      | ●    |      |         |
| Erasure | Erasure |      |      |      | ●    | ●    |             |         | *    | *    |      |      |      | ●    | ●    |         |
| K       | (       | ●    |      |      | ●    | ●    |             |         | K    | (    | ●    |      |      | ●    | ●    |         |
| L       | =       | ●    | ●    |      | ●    | ●    |             |         | L    | =    | ●    | ●    |      | ●    | ●    |         |
| M       | )       |      | ●    |      | ●    | ●    |             |         | M    | )    |      | ●    |      | ●    | ●    |         |
| N       | N°      |      | ●    | ●    | ●    | ●    |             |         | N    | £    |      | ●    | ●    | ●    | ●    |         |
| P       | %       | ●    | ●    | ●    | ●    | ●    |             |         | P    | +    | ●    | ●    | ●    | ●    | ●    |         |
| Q       | /       | ●    |      | ●    | ●    | ●    |             |         | Q    | /    | ●    |      | ●    | ●    | ●    |         |
| R       | –       |      |      | ●    | ●    | ●    |             |         | R    | –    |      |      | ●    | ●    | ●    |         |
| S       | ;       |      |      | ●    |      | ●    |             |         | S    | 7/   |      |      | ●    |      | ●    |         |
| T       | !       | ●    |      | ●    |      | ●    |             |         | T    | ²    | ●    |      | ●    |      | ●    |         |
| V       | '       | ●    | ●    | ●    |      | ●    |             |         | V    | ¹    | ●    | ●    | ●    |      | ●    |         |
| W       | ?       |      | ●    | ●    |      | ●    |             |         | W    | ?    |      | ●    | ●    |      | ●    |         |
| X       | ,       |      | ●    |      |      | ●    |             |         | X    | 9/   |      | ●    |      |      | ●    |         |
| Z       | :       | ●    | ●    |      |      | ●    |             |         | Z    | :    | ●    | ●    |      |      | ●    |         |
| t       | .       | ●    |      |      |      | ●    |             |         | –    | .    | ●    |      |      |      | ●    |         |
| Blank   | Letter  |      |      |      |      | ●    |             |         | Bl.  | Let. |      |      |      |      | ●    |         |

보도는 1872년에 첫 번째 다중 전신을 개발했고 1874년에 특허를 받았다. 1876년에는 카를 프리드리히 가우스와 빌헬름 베버가 1834년에 제안한 대로 6비트 코드에서 5비트 코드로 변경했으며, 이는 온오프 간격이 동일하여 로마 알파벳 전송이 가능하고 구두점과 제어 신호를 포함했다. 프랑스 특허법은 개념을 특허로 허용하지 않기 때문에 코드 자체는 특허를 받지 않았다(기계만 특허를 받음).
보도의 5비트 코드는 수동 키보드에서 전송되도록 개조되었으며, 원래 형태로 이를 사용한 전신타자기 장비는 만들어진 적이 없다. 코드는 5개의 피아노형 키만 있는 키보드에 입력되었으며, 왼손 두 손가락과 오른손 세 손가락으로 조작되었다. 키가 눌러지면 분배기 장치의 기계적 접점이 해당 키보드에 연결된 섹터를 통과할 때까지 잠겨 있었고, 그 때 키보드가 잠금 해제되어 다음 문자를 입력할 준비가 되었으며, 작업자에게 경고하기 위해 딸깍 소리( "케이던스 신호"라고 함)가 났다. 작업자들은 일정한 리듬을 유지해야 했으며, 일반적인 작업 속도는 분당 30단어였다.
이 표는 "대륙 및 국내 서비스용으로 영국 우체국에서 사용된 보도 코드의 할당을 보여준다. 대륙 코드의 일부 문자는 국내 코드에서 분수로 대체된다. 코드 요소 1, 2, 3은 오른손 첫 세 손가락으로 조작되는 키 1, 2, 3으로 전송된다. 코드 요소 4, 5는 왼손 첫 두 손가락으로 조작되는 키 4, 5로 전송된다."
보도 코드는 국제 전신 알파벳 1호 (ITA1)로 알려지게 되었다. 현재는 사용되지 않는다.

### 머레이 코드

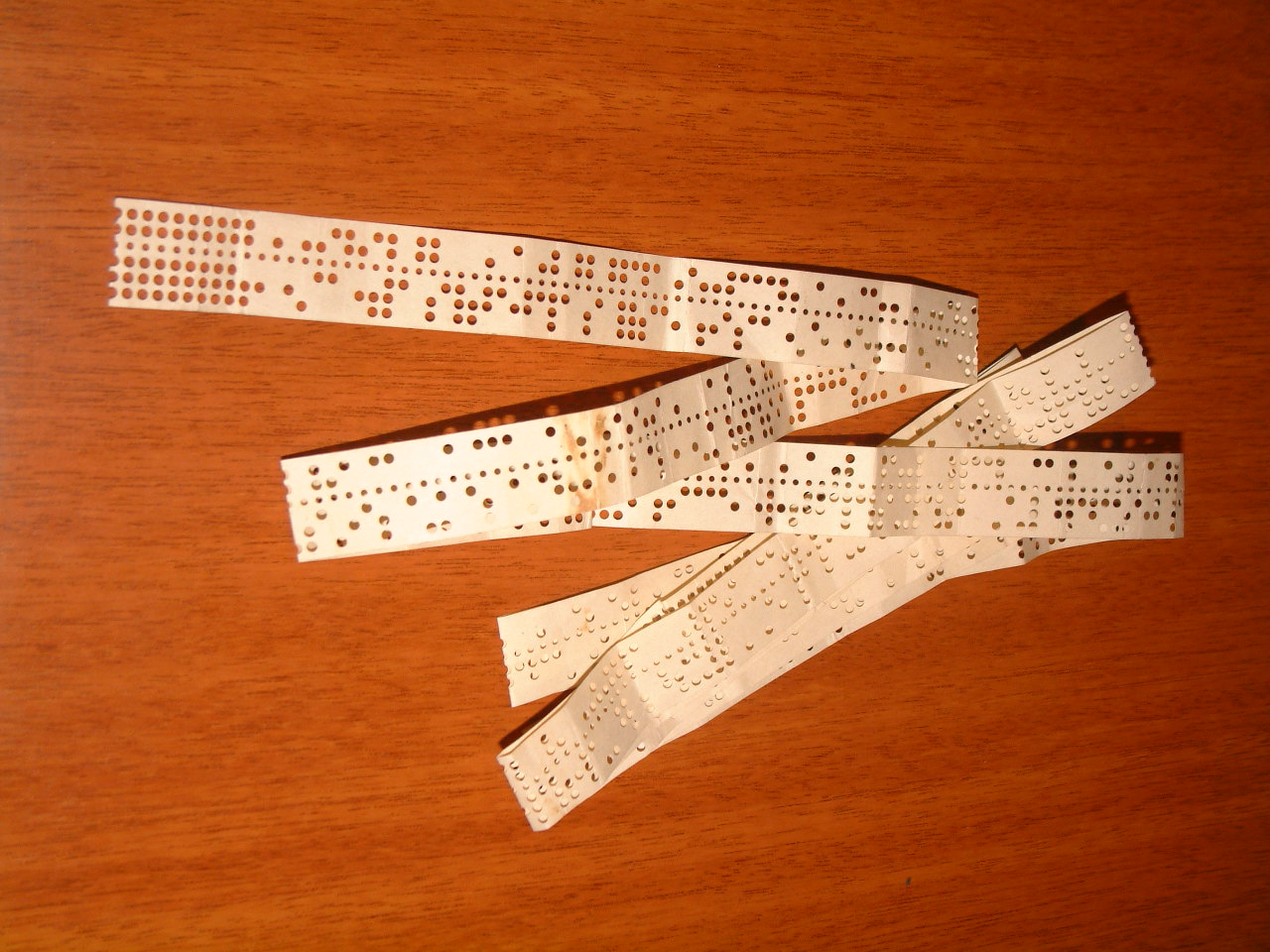
"보도-머레이 코드"를 나타내는 구멍이 뚫린 종이 테이프. 메시지 끝(오른쪽)에 있는 "삭제/문자 선택" 코드의 완전히 뚫린 열에 주목하라. 이는 서로 다른 메시지 사이에서 밴드를 쉽게 자르기 위해 사용되었다. 완전히 뚫린 열 이전의 마지막 기호는 BRASIL CR LF CR FS (단어 브라질, 캐리지 리턴, 줄 바꿈, 캐리지 리턴, 숫자 시프트)이다.

1901년, 보도 코드는 도널드 머레이(1865–1945)가 타자기와 유사한 키보드를 개발하면서 수정되었다. 머레이 시스템은 중간 단계를 사용했다: 작업자는 키보드 천공기를 사용하여 종이 테이프를 뚫은 다음 송신기를 사용하여 천공된 테이프에서 메시지를 보냈다. 회선 수신 측에서는 인쇄 메커니즘이 종이 테이프에 인쇄하고, 그리고/또는 재천공기가 메시지의 천공된 사본을 만들었다.
작업자의 손 움직임과 전송된 비트 사이의 연결이 더 이상 없었기 때문에, 작업자 피로를 최소화하기 위해 코드를 배열하는 것에 대한 걱정은 없었다. 대신, 머레이는 가장 자주 사용되는 문자에 가장 적은 구멍이 뚫린 코드 조합을 할당하여 기계의 마모를 최소화하도록 코드를 설계했다. 예를 들어, 한 구멍 문자는 E와 T이다. 10개의 두 구멍 문자는 AOINSHRDLZ로, 라이노타이프 기계에서 사용되는 "ETAOIN SHRDLU" 순서와 매우 유사하다. 10개의 다른 문자 BCGFJMPUWY는 각각 세 개의 구멍을 가지며, 네 개의 구멍 문자는 VXKQ이다.
머레이 코드는 또한 "형식 영향자" 또는 "제어 문자"로 알려진 것을 도입했다. 바로 CR(캐리지 리턴) 및 LF(줄 바꿈) 코드이다. 보도 코드 중 일부는 그 이후로 유지되어 온 위치로 이동했다: NULL 또는 BLANK 및 DEL 코드. NULL/BLANK는 메시지가 전송되지 않을 때 유휴 코드로 사용되었지만, 동일한 코드가 단어 사이의 공백 분리를 인코딩하는 데 사용되었다. DEL 코드(완전히 뚫린 열)의 시퀀스는 메시지의 시작 또는 끝이나 그 사이에서 사용되어 서로 다른 메시지를 쉽게 분리할 수 있었다. (BELL 코드는 해당 시퀀스에 삽입되어 원격 작업자에게 새 메시지가 오고 있거나 메시지 전송이 종료되었음을 알릴 수 있었다.)
초기 영국 크리드 기계도 머레이 시스템을 사용했다.

### 웨스턴 유니온

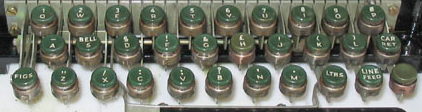
보도 코드(미국 변형)를 사용하는 전신타자기의 키보드, FIGS 및 LTRS 시프트 키 포함

머레이의 코드는 웨스턴 유니온에 채택되어 1950년대까지 사용되었으며, 일부 문자를 생략하고 더 많은 제어 코드를 추가하는 등의 몇 가지 변경 사항이 있었다. BLANK/NULL 대신 명시적인 SPC (공백) 문자가 도입되었고, 새로운 BEL 코드는 수신 측에서 종을 울리거나 다른 가청 신호를 생성했다. 또한, WRU 또는 "누구입니까?" 코드가 도입되어 수신 기기가 발신자에게 식별 스트림을 다시 보내도록 했다.

### ITA2
1932년에 CCITT는 국제 전신 알파벳 2호 (ITA2) 코드를 약간의 변경을 거친 웨스턴 유니온 코드를 기반으로 한 국제 표준으로 도입했다. 미국은 ITA2의 버전인 미국 전신타자기 코드 (US TTY)를 표준화했는데, 이는 1963년 7비트 ASCII가 등장하기 전까지 5비트 전신타자기 코드의 기반이 되었다.
일부 코드 포인트(표에서 파란색으로 표시)는 국가별 사용을 위해 예약되었다.
| 임펄스 패턴 (1=마크, 0=공백)  | 임펄스 패턴 (1=마크, 0=공백) | 임펄스 패턴 (1=마크, 0=공백) | 문자 시프트              | 문자 시프트              | 숫자 시프트                      | 숫자 시프트                      | 숫자 시프트                      |
| LSB 오른쪽; 코드 요소: 543·21 | LSB 왼쪽; 코드 요소: 12·345  | 펀치 마크 수                 | ITA2 표준                | 러시아어 MTK-2 변형      | 러시아어 MTK-2 변형              | ITA2 표준                        | US TTY 변형                      |
| ----------------------------- | ---------------------------- | ---------------------------- | ------------------------ | ------------------------ | -------------------------------- | -------------------------------- | -------------------------------- |
| 000·00                        | 00·000                       | 0                            | 널                       | 널                       | 러시아 문자 시프트 (RS)          | 널                               | 널                               |
| 010·00                        | 00·010                       | 1                            | 캐리지 리턴              | 캐리지 리턴              | 캐리지 리턴                      | 캐리지 리턴                      | 캐리지 리턴                      |
| 000·10                        | 01·000                       | 1                            | 줄 바꿈                  | 줄 바꿈                  | 줄 바꿈                          | 줄 바꿈                          | 줄 바꿈                          |
| 001·00                        | 00·100                       | 1                            | 공백                     | 공백                     | 공백                             | 공백                             | 공백                             |
| 101·11                        | 11·101                       | 4                            | Q                        | Я                        | 1                                | 1                                | 1                                |
| 100·11                        | 11·001                       | 3                            | W                        | В                        | 2                                | 2                                | 2                                |
| 000·01                        | 10·000                       | 1                            | E                        | Е                        | 3                                | 3                                | 3                                |
| 010·10                        | 01·010                       | 2                            | R                        | Р                        | 4, Ч                             | 4                                | 4                                |
| 100·00                        | 00·001                       | 1                            | T                        | Т                        | 5                                | 5                                | 5                                |
| 101·01                        | 10·101                       | 3                            | Y                        | Ы                        | 6                                | 6                                | 6                                |
| 001·11                        | 11·100                       | 3                            | U                        | У                        | 7                                | 7                                | 7                                |
| 001·10                        | 01·100                       | 2                            | I                        | И                        | 8                                | 8                                | 8                                |
| 110·00                        | 00·011                       | 2                            | O                        | О                        | 9                                | 9                                | 9                                |
| 101·10                        | 01·101                       | 3                            | P                        | П                        | 0                                | 0                                | 0                                |
| 000·11                        | 11·000                       | 2                            | A                        | А                        | –                                | –                                | –                                |
| 001·01                        | 10·100                       | 2                            | S                        | С                        | '                                | '                                | 경고음                           |
| 010·01                        | 10·010                       | 2                            | D                        | Д                        | WRU?                             | WRU?                             | $                                |
| 011·01                        | 10·110                       | 3                            | F                        | Ф                        | Э                                | !                                | !                                |
| 110·10                        | 01·011                       | 3                            | G                        | Г                        | Ш                                | &                                | &                                |
| 101·00                        | 00·101                       | 2                            | H                        | Х                        | Щ                                | £                                | #                                |
| 010·11                        | 11·010                       | 3                            | J                        | Й                        | Ю, Bell                          | 경고음                           | '                                |
| 011·11                        | 11·110                       | 4                            | K                        | К                        | (                                | (                                | (                                |
| 100·10                        | 01·001                       | 2                            | L                        | Л                        | )                                | )                                | )                                |
| 100·01                        | 10·001                       | 2                            | Z                        | З                        | +                                | +                                | "                                |
| 111·01                        | 10·111                       | 4                            | X                        | Ь                        | /                                | /                                | /                                |
| 011·10                        | 01·110                       | 3                            | C                        | Ц                        | :                                | :                                | :                                |
| 111·10                        | 01·111                       | 4                            | V                        | Ж                        | =                                | =                                | ;                                |
| 110·01                        | 10·011                       | 3                            | B                        | Б                        | ?                                | ?                                | ?                                |
| 011·00                        | 00·110                       | 2                            | N                        | Н                        | ,                                | ,                                | ,                                |
| 111·00                        | 00·111                       | 3                            | M                        | М                        | .                                | .                                | .                                |
| 110·11                        | 11·011                       | 4                            | 숫자 시프트 (FS)         | 숫자 시프트 (FS)         | 확장 숫자를 위해 예약됨          | 확장 숫자를 위해 예약됨          | 확장 숫자를 위해 예약됨          |
| 111·11                        | 11·111                       | 5                            | 문자 확장 을 위해 예약됨 | 문자 확장 을 위해 예약됨 | 문자 시프트 (LS) / 삭제 / 지우기 | 문자 시프트 (LS) / 삭제 / 지우기 | 문자 시프트 (LS) / 삭제 / 지우기 |

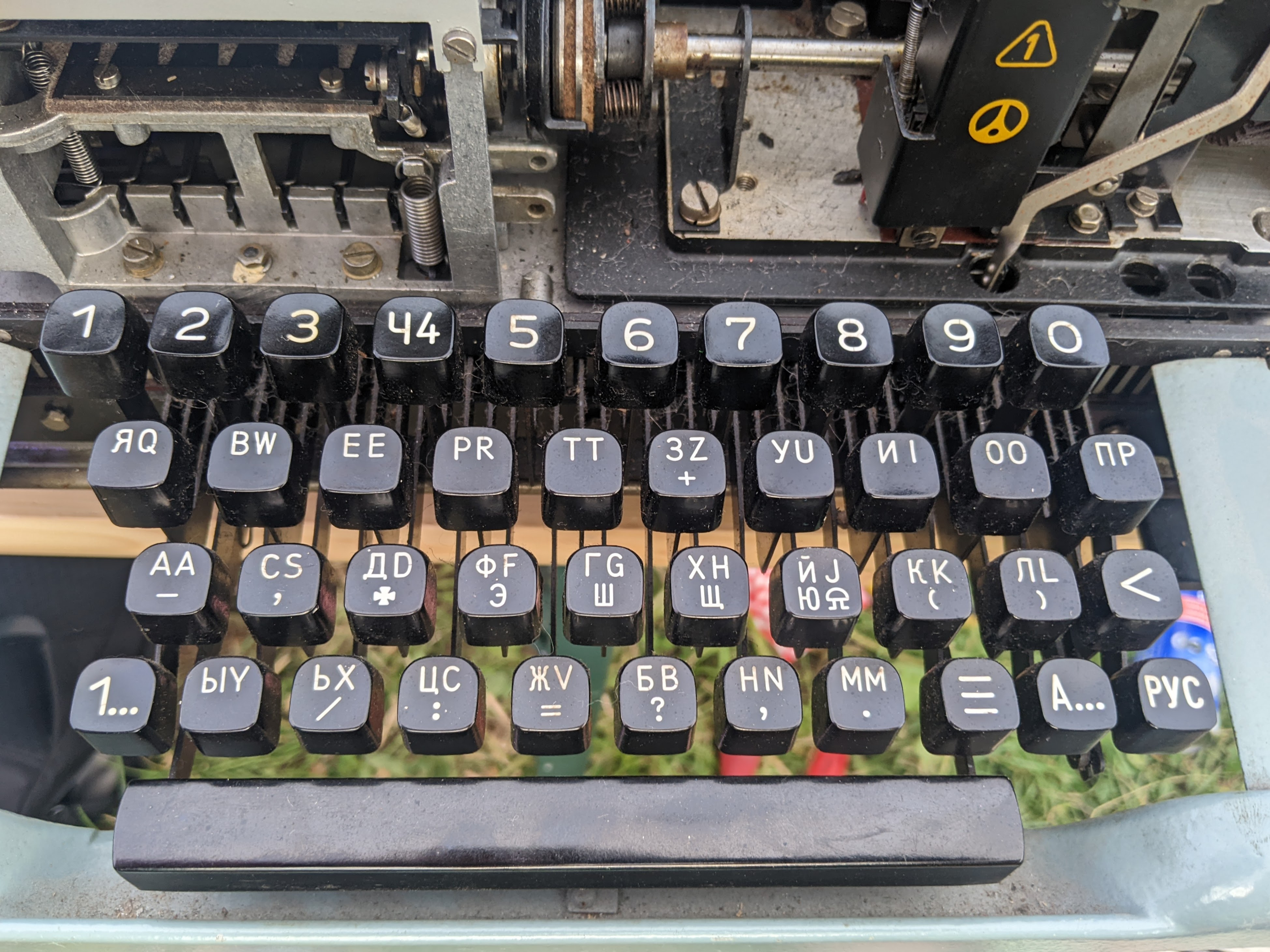
로마자와 키릴 문자가 있는 4열 전신타자기 키보드.

널에 할당된 코드 위치는 실제로 전신타자기의 유휴 상태에만 사용되었다. 긴 유휴 시간 동안에는 두 장치 간에 임펄스 속도가 동기화되지 않았다(심지어 전원이 꺼져 있거나 통신 전화선에 영구적으로 연결되어 있지 않을 수도 있었다). 메시지를 시작하려면 먼저 임펄스 속도를 보정해야 했는데, 이는 5개의 펄스 그룹으로 이루어진 정기적으로 시간 지정된 "마크" 펄스(1) 시퀀스를 통해 이루어졌으며, 이는 간단한 수동 전자 장치로도 감지하여 전신타자기를 켤 수 있었다. 이 펄스 시퀀스는 일련의 삭제/지우기 문자를 생성하는 동시에 수신기의 상태를 문자 시프트 모드로 초기화했다. 그러나 첫 번째 펄스가 손실될 수 있으므로, 이 전원 켜기 절차는 즉시 삭제/지우기 문자가 뒤따르는 단일 널로 종료될 수 있었다. 장치 간의 동기화를 유지하기 위해 널 코드는 메시지 중간에 임의로 사용될 수 없었다(이는 공백이 명시적으로 구분되지 않아 전신타자기에서 반복되는 공백에 대한 펄스 카운터를 유지하기 어려웠던 초기 보도 시스템에 대한 개선 사항이었다). 그러나 메시지 중간에 널을 보내어(문자가 뒤따르면 즉시 삭제/지우기/LS 제어가 뒤따르거나, 숫자가 뒤따르면 FS 제어가 뒤따름) 언제든지 장치를 재동기화할 수 있었다. 널 제어를 보내도 종이 밴드가 다음 행으로 넘어가지 않았으므로(펀치된 것이 없었기 때문에), 이는 귀중한 천공 가능한 종이 밴드 길이를 절약했다. 반면에 삭제/지우기/LS 제어 코드는 항상 펀치되었고 항상 (초기) 문자 모드로 전환되었다. 일부 출처에 따르면, 널 코드 포인트는 국가 내부 사용을 위해서만 예약되었다.
문자 시프트 코드(LS)는 또한 천공된 테이프에서 텍스트를 읽은 후 취소/삭제하는 방법으로도 사용될 수 있어, 천공된 밴드를 버리기 전에 메시지를 안전하게 파괴할 수 있다. 기능적으로는 ASCII(또는 천공 카드용 EBCDIC를 포함한 다른 7비트 및 8비트 인코딩)의 삭제 코드와 동일한 필러 역할을 할 수 있다. 텍스트 조각의 코드가 임의의 수의 LS 코드로 대체된 후에도 이어지는 내용은 여전히 유지되고 디코딩할 수 있다. 또한 첫 번째 코드의 디코딩이 숫자 페이지의 숫자나 다른 기호를 제공하지 않도록 하는 시작자로도 사용될 수 있다(널 코드는 펀치 밴드의 끝이나 시작 근처에 임의로 삽입될 수 있으며 무시되어야 하는 반면, 공백 코드는 텍스트에서 중요하다).
확장용으로 예약된 셀(첫 번째 LS 코드 직후에 두 번째로 LS 코드를 다시 사용하여 숫자 페이지에서 문자 시프트 페이지로 전환)은 새 모드로 전환하도록 정의되었다. 이 새 모드에서는 문자 페이지에 소문자만 포함되지만, 대문자를 위한 세 번째 코드 페이지에 대한 액세스를 유지한다. 이는 단일 문자를 인코딩(해당 문자 앞에 LS를 보냄)하거나, 무제한의 대문자 또는 숫자를 잠금(FS+LS 사용)한 다음 잠금 해제(단일 LS 사용)하여 소문자 모드로 돌아가는 방식으로 이루어진다. "예약됨"으로 표시된 셀도 사용 가능하며(숫자 시프트 페이지에서 FS 코드를 사용하여) 숫자 페이지(일반적으로 숫자 및 국가별 소문자 또는 기호 포함)를 네 번째 페이지로 전환할 수 있다(국가별 문자가 대문자이고 다른 기호가 인코딩될 수 있는 곳).
ITA2는 여전히 청각 장애인을 위한 통신 기기 (TDD), 가입전신, 그리고 아마추어 무선 응용 프로그램인 무선 전신타자기 ("RTTY") 등에서 사용된다. ITA2는 또한 21세기 초 도이치 뵈르제가 지정한 금융 프로토콜인 Enhanced Broadcast Solution에서도 문자 인코딩 공간을 줄이기 위해 사용된다.

## 명명법
거의 모든 20세기 전신타자기 장비는 웨스턴 유니온의 코드, ITA2 또는 그 변형을 사용했다. 무선 아마추어들은 ITA2와 그 변형을 잘못해서 "보도"라고 부른다. 미국아마추어무선연맹의 아마추어 무선 핸드북도 그렇게 하지만, 최근 판에서는 코드표가 이를 ITA2로 정확하게 식별한다.

## 문자 집합
각 셀에 표시된 값은 비교를 위해 제공된 유니코드 코드 포인트이다.

### 원본 보도 변형

#### 원본 보도, 영국 내수용
|    | 0   | 1 | 2 | 3 | 4 | 5 | 6 | 7 | 8    | 9 | A | B | C | D | E | F |
| 0x | NUL | A | E | / | Y | U | I | O | FIGS | J | G | H | B | C | F | D |
| 1x | SP  | - | X | Z | S | T | W | V | DEL  | K | M | L | R | Q | N | P |

|    | 0    | 1 | 2  | 3 | 4  | 5 | 6  | 7 | 8   | 9 | A | B | C | D | E  | F |
| 0x | NUL  | 1 | 2  | ⅟ | 3  | 4 | ³⁄ | 5 | SP  | 6 | 7 | ¹ | 8 | 9 | ⁵⁄ | 0 |
| 1x | LTRS | . | ⁹⁄ | : | ⁷⁄ | ² | ?  | ' | DEL | ( | ) | = | - | / | £  | + |

#### 원본 보도, 유럽 대륙
|    | 0   | 1 | 2 | 3 | 4 | 5 | 6 | 7 | 8    | 9 | A | B | C | D | E | F |
| 0x | NUL | A | E | É | Y | U | I | O | FIGS | J | G | H | B | C | F | D |
| 1x | SP  | ṯ | X | Z | S | T | W | V | DEL  | K | M | L | R | Q | N | P |

|    | 0    | 1 | 2 | 3 | 4 | 5 | 6 | 7 | 8   | 9 | A | B | C | D | E | F |
| 0x | NUL  | 1 | 2 | & | 3 | 4 | º | 5 | SP  | 6 | 7 | ʰ̵ | 8 | 9 | ᶠ̵ | 0 |
| 1x | LTRS | . | , | : | ; | ! | ? | ' | DEL | ( | ) | = | - | / | № | % |

#### 원본 보도, ITA 1
|    | 0   | 1  | 2 | 3  | 4 | 5 | 6 | 7 | 8    | 9 | A | B | C | D | E | F |
| 0x | NUL | A  | E | CR | Y | U | I | O | FIGS | J | G | H | B | C | F | D |
| 1x | SP  | LF | X | Z  | S | T | W | V | DEL  | K | M | L | R | Q | N | P |

|    | 0    | 1  | 2 | 3  | 4 | 5  | 6  | 7 | 8   | 9 | A | B | C | D | E  | F |
| 0x | NUL  | 1  | 2 | CR | 3 | 4  | PU | 5 | SP  | 6 | 7 | + | 8 | 9 | PU | 0 |
| 1x | LTRS | LF | , | :  | . | PU | ?  | ' | DEL | ( | ) | = | - | / | PU | % |

### 보도-머레이 변형

#### 머레이 코드
|    | 0  | 1 | 2   | 3 | 4    | 5 | 6 | 7 | 8  | 9 | A | B    | C | D | E | F     |
| 0x | SP | E | COL | A | LTRS | S | I | U | LF | D | R | J    | N | F | C | K     |
| 1x | T  | Z | L   | W | H    | Y | P | Q | O  | B | G | FIGS | M | X | V | DEL/* |

|    | 0  | 1 | 2   | 3 | 4    | 5 | 6 | 7 | 8  | 9 | A  | B    | C | D | E | F     |
| 0x | SP | 3 | COL |   | LTRS | ' | 8 | 7 | LF | ² | 4  | ⁷⁄   | − | ⅟ | ( | ⁹⁄    |
| 1x | 5  | . | /   | 2 | ⁵⁄   | 6 | 0 | 1 | 9  | ? | ³⁄ | FIGS | , | £ | ) | DEL/* |

#### ITA 2 및 US-TTY
|    | 0   | 1 | 2  | 3 | 4  | 5 | 6 | 7 | 8  | 9 | A | B    | C | D | E | F        |
| 0x | NUL | E | LF | A | SP | S | I | U | CR | D | R | J    | N | F | C | K        |
| 1x | T   | Z | L  | W | H  | Y | P | Q | O  | B | G | FIGS | M | X | V | LTRS/DEL |

|    | 0   | 1 | 2  | 3 | 4  | 5   | 6 | 7 | 8  | 9 | A | B    | C | D | E | F    |
| 0x | NUL | 3 | LF | − | SP | BEL | 8 | 7 | CR | $ | 4 | '    | , | ! | : | (    |
| 1x | 5   | " | )  | 2 | #  | 6   | 0 | 1 | 9  | ? | & | FIGS | . | / | ; | LTRS |

|    | 0   | 1 | 2  | 3 | 4  | 5 | 6 | 7 | 8  | 9   | A | B    | C | D | E | F    |
| 0x | NUL | 3 | LF | − | SP | ' | 8 | 7 | CR | ENQ | 4 | BEL  | , | ! | : | (    |
| 1x | 5   | + | )  | 2 | £  | 6 | 0 | 1 | 9  | ?   | & | FIGS | . | / | = | LTRS |

### 날씨 코드
기상학자들은 ITA2의 변형을 사용했는데, 10진수, BEL 및 몇몇 다른 문자를 제외한 숫자-대문자 기호가 날씨 기호로 대체되었다.

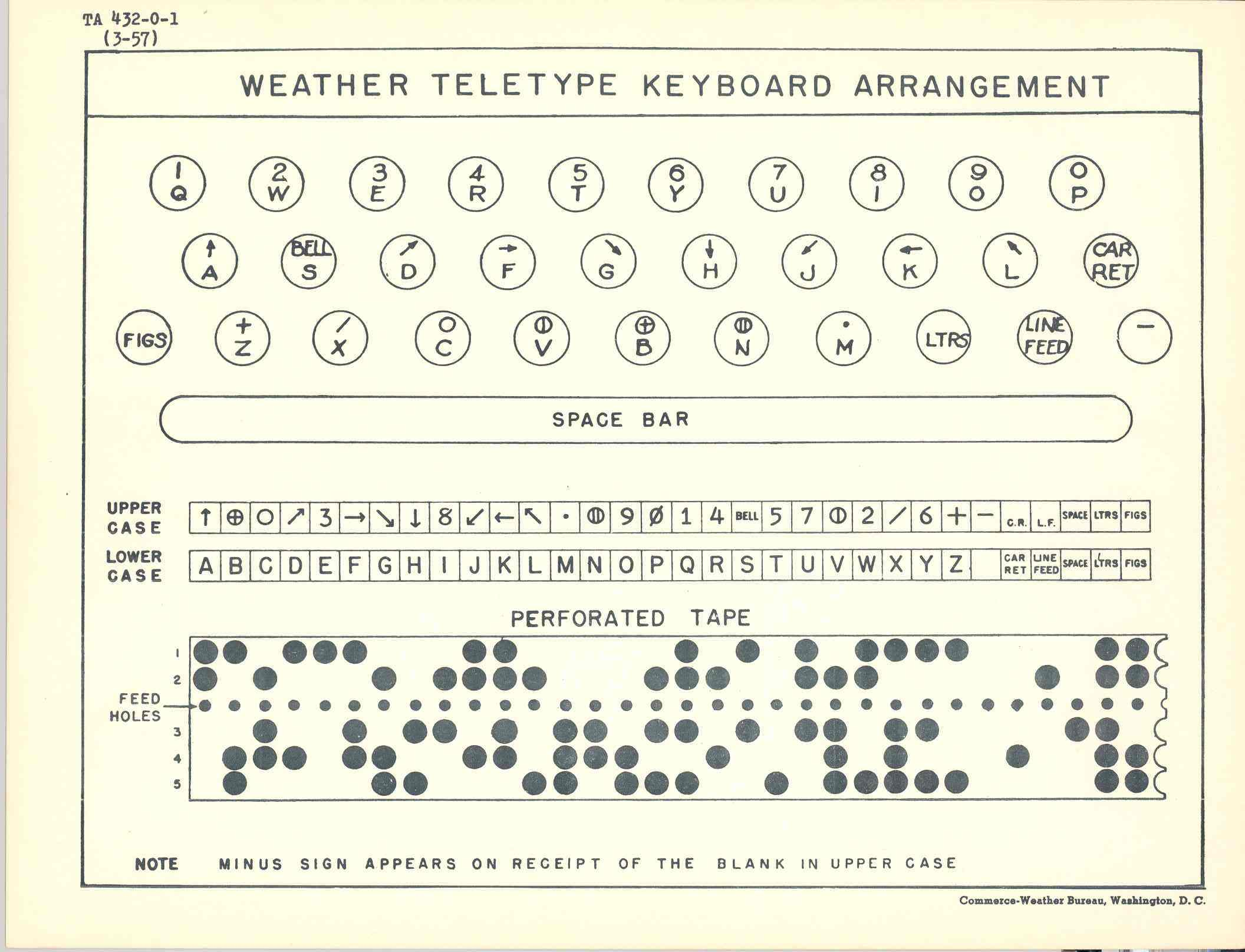
날씨 전신타자기 인코딩

|    | 0 | 1 | 2  | 3 | 4  | 5   | 6 | 7 | 8  | 9 | A | B    | C | D | E | F    |
| 0x | - | 3 | LF | ↑ | SP | BEL | 8 | 7 | CR | ↗ | 4 | ↙    | ⦷ | → | ◯ | ←    |
| 1x | 5 | + | ↖  | 2 | ↓  | 6   | 0 | 1 | 9  | ⊕ | ↘ | FIGS | . | / | ⦶ | LTRS |

## 상세 설명
참고: 이 표는 보도와 머레이가 "1"이라고 부른 공간이 가장 오른쪽에 있고 최하위 비트임을 전제로 한다. 전송된 비트가 더 큰 코드로 압축되는 방식은 제조업체마다 달랐다. 가장 일반적인 해결책은 최하위 비트에서 최상위 비트 방향으로 비트를 할당하는 것이다(바이트의 세 최상위 비트는 사용되지 않음).

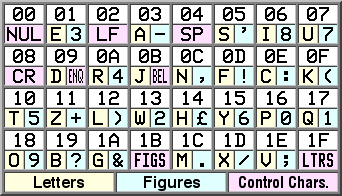
ITA2 코드표 (십육진법 숫자로 표현됨)

ITA2에서 문자는 5비트를 사용하여 표현된다. ITA2는 "문자 시프트"(LTRS)와 "숫자 시프트"(FIGS)의 두 가지 코드 하위 집합을 사용한다. FIGS 문자(11011)는 LTRS(11111) 문자로 재설정될 때까지 다음 문자가 FIGS 집합으로 해석되어야 함을 나타낸다. 사용 시, LTRS 또는 FIGS 시프트 키를 누르고 놓으면 해당 시프트 문자가 다른 기기로 전송된다. 그런 다음 원하는 문자 또는 숫자 문자를 입력한다. 타자기나 현대 컴퓨터 키보드와 달리, 해당 문자를 입력하는 동안 시프트 키를 계속 누르고 있지 않는다. "ENQuiry"는 다른 기기의 응답을 유발한다. 이는 "누구입니까?"를 의미한다.
CR은 캐리지 리턴, LF는 줄 바꿈, BEL은 작은 종을 울리는 경고음 문자이다(종종 작업자에게 수신 메시지를 알리는 데 사용됨). SP는 공백이며, NUL은 널 문자(빈 테이프)이다.
참고: 코드 포인트의 이진 변환은 종이 테이프를 어느 쪽에서 보느냐에 따라 종종 역순으로 표시된다. 또한, "제어" 문자는 대칭이거나 유용한 쌍으로 선택되어 테이프를 "거꾸로" 삽입해도 장비에 문제가 발생하지 않고 결과 인쇄물을 해독할 수 있도록 했다. 따라서 FIGS(11011), LTRS(11111), 공백(00100)은 불변인 반면, CR(00010)과 LF(01000)는 일반적으로 쌍으로 사용되며, 페이지 프린터에 의해 순서에 관계없이 동일하게 처리된다. LTRS는 또한 종이 테이프에서 삭제할 문자를 오버펀칭하는 데 사용될 수 있었다(ASCII 7비트의 DEL과 매우 유사하다).
RYRYRY... 시퀀스는 종종 테스트 메시지와 모든 전송의 시작 부분에 사용된다. R은 01010이고 Y는 10101이므로, 이 시퀀스는 전신타자기의 기계적 구성 요소의 대부분을 최대 스트레스로 작동시킨다. 또한 한때 수신기의 미세 조정은 두 가지 색상의 불빛(각 톤마다 하나씩)을 사용하여 이루어졌다. 'RYRYRY...'는 0101010101...을 생성하여 조정이 정확할 때 불빛이 동일한 밝기로 빛나게 했다. 이 조정 시퀀스는 ITA2가 일반적으로 무선 전신타자기 (RTTY) 사용에서 볼 수 있는 두 톤 FSK 변조와 함께 사용될 때만 유용하다.
보도 코드의 미국 구현은 FIGS 레이어의 #, &와 같은 몇 가지 문자를 추가하여 다를 수 있다.
보도 코드의 러시아어 버전(MTK-2)은 세 가지 시프트 모드를 사용했다. 키릴 문자 모드는 문자(00000)로 활성화되었다. 키릴 문자가 더 많기 때문에 !, &, £ 문자는 생략되고 키릴 문자로 대체되었으며, BEL은 키릴 문자 Ю와 같은 코드를 가진다. 키릴 문자 Ъ와 Ё는 생략되었고, Ч는 숫자 4와 합쳐졌다.

## 같이 보기
- 베이컨 암호 – 프랜시스 베이컨이 1605년에 고안한 영어 알파벳의 5비트 이진 인코딩.[25]
- CCIR 476
- 정보 시스템 문자 집합 목록
- 전신 부호 § 자동 전신 부호

## 내용주
1. 1 2 3 4  "At the disposal of each administration for its internal service"[22]
2. 1 2  "[G]ives invisible correction on page printers & * on slip printers."[22]

## 추가 자료
- Copeland, B. Jack, 편집. (2006). 《Colossus: The Secrets of Bletchley Park's Codebreaking Computers》. Oxford: Oxford University Press. ISBN 978-0-19-284055-4.
- Hobbs, Alan G. “NADCOMM Papers and Writings: Five-unit codes”. 2017년 2월 10일에 확인함.
- MTK-2 코드표
- 보도, 머레이, ITA2, ITA5 등
- “장-모리스-에밀 보도”. 2009년 9월 13일에 원본 문서에서 보존된 문서.